# أليس وودز أولمان
أليس وودز أولمان (بالإنجليزية: Alice Woods Ullman) (22 نوفمبر 1871، غوشين في الولايات المتحدة - 24 يوليو 1959، نيويورك في الولايات المتحدة)؛ رسامة وروائية أمريكية.